# Heros von Borcke
Johann August Heinrich Heros von Borcke (ur. 23 lipca 1835 w Twierdzy Ehrenbreitstein, zm. 10 maja 1895 w Berlinie) – pruski oficer kawalerii, który służył w Skonfederowanej Armii Północnej Wirginii podczas wojny secesyjnej. Po kapitulacji Konfederacji w 1865 r. von Borcke wrócił do armii pruskiej, w szeregach której walczył w wojnie prusko-austriackiej. W 1867 r. przeszedł na emeryturę z powodu ran, które odniósł jeszcze podczas służby w Konfederacji.

## Życiorys

### Młodość i początki kariery wojskowej
Heros von Borcke urodził się 23 lipca 1835 roku w Twierdzy Ehrenbreitstein. Pochodził z rodziny pomorskich junkrów z rodu Borcke, których rodowód sięga XII/XIII wieku. Wśród członków jego rodziny było wielu wysokiej rangi oficerów (w tym generałowie i feldmarszałek), a także szlachcianka skazana za czary Sydonia von Borck, ścięta i spalona na stosie w 1620 r.
Jego ojciec, Theodor von Borcke (1805–1878), który był porucznikiem piechoty w armii pruskiej, opuścił służbę (rok po narodzinach syna), aby zarządzać rodzinnymi posiadłościami w Wangerin na Pomorzu, a później w Giesenbrügge (Neumark) jako „Gutbesitzer” (duży, tradycyjny właściciel ziemski).
Młody von Borcke ukończył naukę w miejscowej szkole w Giesenbrügge, gimnazjum w Alt-Kölln (dziś dzielnica Berlina) i Franckesche Stiftungen w Halle. Po zakończonej edukacji wstąpił do kirasjerów straży przybocznej króla Prus, by następnie przenieść się do dragonów, gdzie został mianowany na stopień porucznika w 1862 roku.

### Wojna secesyjna
Wieści o wybuchu wojny secesyjnej w Ameryce dotarły do niego, gdy służył w 2. Brandenburskim Pułku Dragonów. Szukając przygód i chcąc uciec przed wierzycielami, załatwił sobie zwolnienie ze służby w armii pruskiej i popłynął statkiem (typu łamacz blokady) na Bermudy. Udało mu się ominąć morską blokadę Unii i dotrzeć do portu Charleston (Karolina Południowa) w maju 1862 roku.

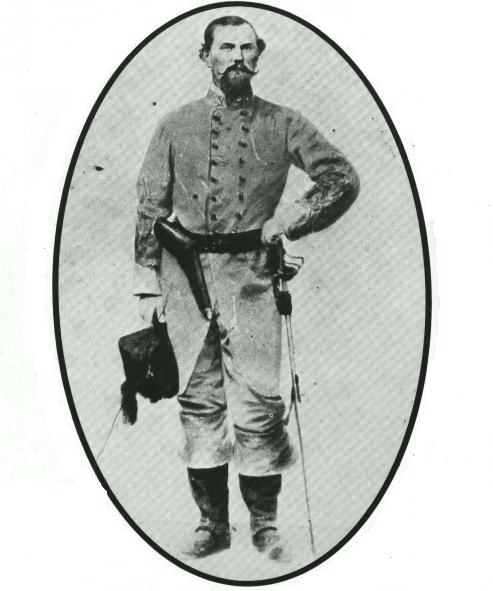
Heros von Borcke, około 1864

W podróż ze sobą za ocean von Borcke zabrał swój masywny prosty miecz z Solingen o 90-centymetrowej klindze, który stał się sławny w trakcie jego dalszej przygody.
Pod koniec miesiąca dotarł do Richmond w Wirginii, stolicy Konfederacji. Mimo kłopotów językowych (nie znał języka angielskiego) wstąpił do Armii Stanów Skonfederowanych, gdzie nadano mu stopień kapitana 1 czerwca tego roku i przydzielono do generała Jeba Stuarta. Von Borcke stał się jego (Stuarta) bliskim powiernikiem i pomocnikiem. Na polu bitwy wyróżniał się swoim dużym wzrostem (mierzył prawie 2 metry) oraz niezwykle dużym mieczem, który dzierżył, dzięki czemu nadano mu przydomek „olbrzyma w szarej szacie”.
Generał Stuart, będąc pod wrażeniem umiejętności i odwagi von Borcka, szybko się z nim zaprzyjaźnił. Po słynnej „przejażdżce kawalerii wokół armii McClellana” Stuart napisał: „Kpt. Heros von Borcke, pruski oficer kawalerii, który ostatnio kierował blokadą, wyznaczony mi przez honorowego sekretarza wojny, w szarmanckim stylu dołączył do dowództwa I Eskadry, a następnie swoją energią, umiejętnościami i aktywnością zdobył pochwałę i podziw wszystkich”.
W sierpniu tego roku von Borcke został awansowany do stopnia majora, co zostało potwierdzone przez I Kongres Konfederatów 19 września. Jadąc ze Stuartem jako szef sztabu i główny adiutant podczas kampanii w Północnej Wirginii i kampanii w Maryland, dodatkowo wzmocnił swoją reputację walecznego w obliczu wroga. Stuart poprosił go, aby towarzyszył ciału poległego bohaterskiego artylerzysty Johna Pelhama w Richmond w celu pochówku po śmierci Pelhama w bitwie pod Kelly’s Ford (17 marca 1863).

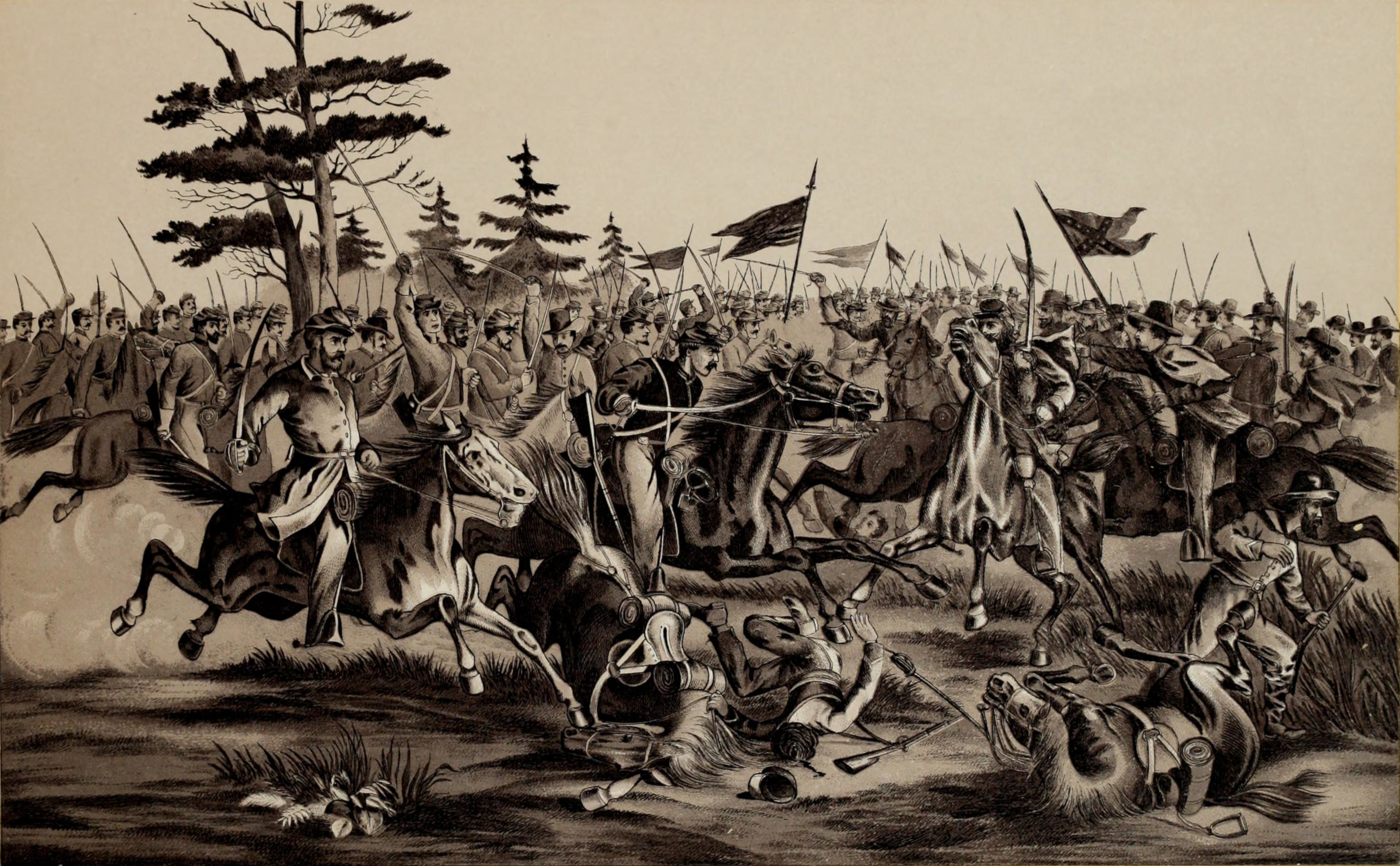
Bitwa pod Yellow Tavern, 11 maja 1864

We wczesnej fazie kampanii gettysburskiej w 1863 roku von Borcke odniósł ciężką ranę od postrzału w szyję podczas bitwy o Middleburg (17–19 czerwca 1863) i przez pozostałą część roku był niezdolny do służby. Gdy wyzdrowiał na tyle, by wznowić obowiązki, wiosną 1864 roku wziął udział w bitwie pod Yellow Tavern (Hrabstwo Henrico – 11 maja 1864), w której zginął jego przełożony i przyjaciel generał Stuart. W grudniu tego roku został ponownie awansowany, tym razem do stopnia podpułkownika. Następnie został wysłany przez prezydenta Jeffersona Davisa z misją dyplomatyczną do Anglii.

### Powrót do Prus
Wraz z upadkiem Konfederacji wiosną 1865 roku i poddaniem się jej głównych armii, von Borcke powrócił do swoich rodzinnych Prus, gdzie kontynuował karierę wojskową. Walczył w wojnie prusko-austriackiej w 1866 roku w sztabie księcia pruskiego Fryderyka Karola, otrzymując Order Orła Czerwonego.
W 1866 roku wspomnienia von Borckego z jego przygód w armii konfederackiej zostały opublikowane w Anglii jako dwutomowa książka, a rok później ukazały się w Stanach Zjednoczonych.
16 września 1867 roku ożenił się z Magdaleną Honig, z którą miał trzech synów. Wciąż cierpiąc z powodu rany odniesionej w bitwie o Middleburg, opuścił szeregi armii pruskiej w 1867 roku i kupił posiadłość w Sichts w Prusach Zachodnich. Po śmierci ojca wrócił do rodzinnego majątku w Giesenbrügge, gdzie w pałacu (obecnie budynek nie istnieje) dumnie wywieszał flagę konfederacką obok pruskiej, podobnie czynił w swojej posiadłości Tiergarten (koło Berlina).
Po śmierci w 1883 roku pierwszej żony, dwa lata później, w lipcu 1885 ożenił się z jej młodszą siostrą Tony, z którą miał córkę Karoline Virginie.
W 1884 roku popłynął ponownie do Stanów Zjednoczonych, gdzie spotkał się z wieloma byłymi towarzyszami broni i przyjaciółmi, w tym Wade’em Hamptonem III, Williamem Lee i Matthew C. Butlerem.
Zmarł w Berlinie w 1895 roku na posocznicę, którą wywołał ołowiany pocisk utkwiony w jego ciele, który zranił go w bitwie o Middleburg 19 czerwca 1863 roku. Jego nagrobek w kaplicy rodowej w Giesenbrügge (obecnie Giżyn) został zniszczony przez żołnierzy sowieckich podczas II wojny światowej. Potomkowie weteranów Konfederacji z USA ufundowali nowy nagrobek dla bohatera Konfederacji Herosa von Borcke, który został ponownie zainstalowany w kaplicy w 2008 roku.

## Ciekawostki
- Od kilku lat do Giżyna w ostatni weekend lipca przyjeżdżają rekonstruktorzy wojny secesyjnej, aby oddać hołd uczestnikom konfliktu z lat 1861–1865 przy grobowcu rodziny von Borcke. Organizowane są także widowiskowe rekonstrukcje potyczek i bitew z tamtej epoki[2].
- Słynny miecz Herosa von Borcke można zobaczyć w Muzeum Konfederacji w Richmond.

## Odwołania w kulturze
- W filmie Generałowie z 2003 roku w rolę Herosa von Borcke wcielił się amerykański aktor Matt Lindquist.